# 김홍주 (작가)
김홍주는 대한민국의 텔레비전 드라마 작가이다. 

## 드라마
- 1999년 MBC 저녁 일일연속극 《하나뿐인 당신》 ... 집필
- 2000년 MBC 아침 일일연속극 《느낌이 좋아》 ... 집필
- 2001년 KBS2 아침 일일연속극 《꽃밭에서》 ... 집필
- 2002년 ~ 2003년 KBS2 아침 일일연속극 《여고 동창생》 ... 집필
- 2009년 ~ 2010년 MBC 아침 일일연속극 《멈출 수 없어》 ... 집필
- 2017년 ~ 2018년 KBS1 저녁 일일연속극 《미워도 사랑해》 ... 집필
- 2025년 ~ 2026년 KBS1 저녁 일일연속극 《마리와 별난 아빠들》 ... 집필